# Gustafsonia
Gustafsonia — вимерлий рід хижих ссавців з родини амфіціонових. 

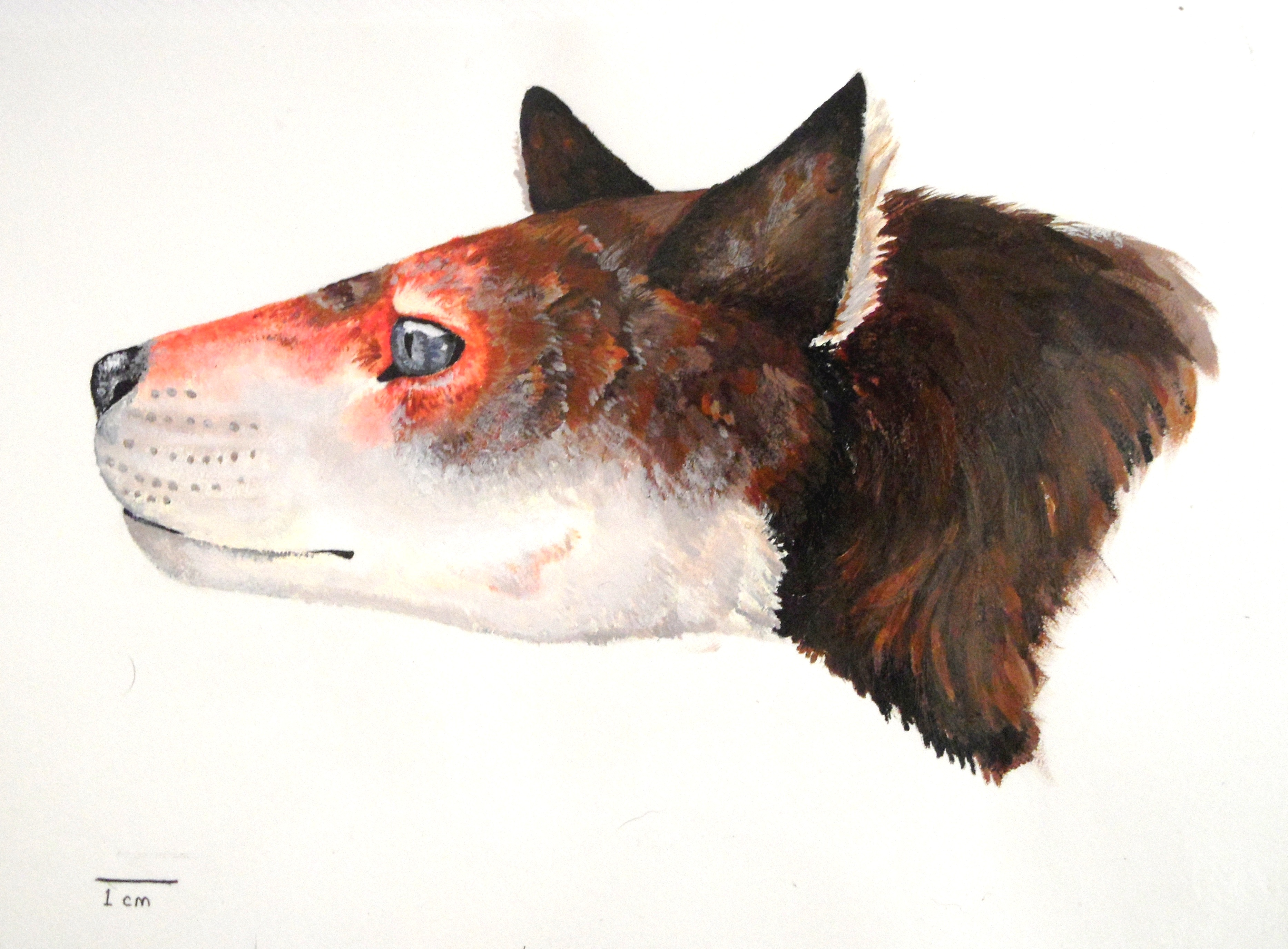
Художня реконструкція

Типовий вид, Gustafsonia cognita, був описаний у 1986 році Еріком Полом Густафсоном, який спочатку інтерпретував його як міацид — Miacis cognitus і в кінцевому підсумку був віднесений до родини Amphicyonidae. Типовий зразок або голотип було виявлено в кістковому ложі Ріва, західний Техас, у формації Чамберс Туфф у 1986 році. Цей зразок зберігається в Техаському університеті; це єдина підтверджена скам'янілість цього виду.
Gustafsonia cognita — одна з найменших наразі відомих амфіционід. Маса тіла 2.3 кг оцінюється з довжини черепа за допомогою алометричного рівняння Ван Валкенбурга для м’ясоїдних ссавців.